# Achilles M. Surinx
Achilles M. Surinx (Godsheide-Hasselt, 27 oktober 1941) is een Belgisch dichter en essayist.

## Levensloop
Surinx bracht zijn kinderjaren door in Winterslag (Genk). Hij was een zoon van de mijnwerker Louis Surinx (1907-1960) en van Louise Berx (1910-1987).
Hij volgde de lagere school in Winterslag en de middelbare school in verschillende internaten. Normaalschool volgde hij in Bokrijk. Hij ontdekte er De kleine Johannes van Frederik van Eeden en de poëzie van Guido Gezelle, Omer Karel de Laey, Karel van den Oever en Paul Van Ostaijen. In 1961 verwierf hij het onderwijzersdiploma.
Hij stond voor de klas in Winterslag (1961-1966), in Harelbeke en Kortrijk (1966-1968) en vervolgens in het buitengewoon onderwijs (1968-2001). In 1969 trouwde hij met Magda Billiau (1946).
Hij integreerde in West-Vlaanderen, enerzijds binnen de Vereniging van West-Vlaamse Schrijvers (VWS), anderzijds als voorzitter van het Davidsfonds in Kortrijk. In 2000 won hij de Groot Limburgse Poëzieprijs van Weirdos.

## Publicaties
Zijn eerste gedichten verschenen in plaatselijke blaadjes onder pseudoniem Johan van Meer. Vanaf de jaren zeventig schreef hij onder eigen naam en in meer literair gerichte tijdschriften.
Een publicatie in het tijdschrift Yang, eind jaren zeventig, bracht hem – via Yang-redacteur Joris Denoo – in contact met Mark De Smet, oprichter van het tijdschrift Noodrem (1975-1980) en van de kleine uitgeverij Aleph Press. Surinx gaf vervolgens bij hem uit.
- Het vredelievende bedrog, poëzie, Gent, Yang, 1980.
- Het koninklijk patiencespel, poëzie, Gent, Yang, 1984.
- Overgaan, poëzie, Gent, Yang, 1989.
- Sylvia Plath 1932-1963 : een leven tussen creativiteit en zelfvernietiging, essay, in: Kruispunt, 1990.
- Theodoor Sevens, een Limburger in West-Vlaanderen, monografie, Lummen, Vereniging van Limburgse schrijvers, 1991.
- Overvloed en onbehagen, poëzie, Wevelgem, Aleph Press, 1995.
- Theodoor Sevens, volksopvoeder, monografie, VWS-cahiers, nr. 184, , 1998
- Afbeeldingen, poëzie, Wevelgem, Aleph Press, 2001.
- De Voortgang, poëzie, Wevelgem, Aleph Press, 2006.
- Wie nooit begint, poëzie, Wevelgem, Aleph Press, 2012.
- Wat het voorstelt. “Gedichten 1989-2017″, bloemlezing uit eigen werk, 2017, Wevelgem, Aleph Press, 2017.